# Théâtre de l'Atelier
Théâtre de l'Atelier je soukromé činoherní divadlo v pařížské čtvrti Quartier de Clignancourt. Vzniklo 23. listopadu 1822 pod názvem Théâtre Montmartre a patří k nejstarším funkčním divadelním scénám v Paříži. Budovu projektoval Louis Pierre Haudebourt v neoklasicistním stylu a v roce 1965 byla zařazena na seznam monument historique. Divadelní sál má kapacitu 583 míst.
Založil je herec Pierre-Jacques Sevestre, jemuž Ludvík XVIII. udělil koncesi na provozování divadel na předměstí Paříže. Sevestrově rodině patřilo divadlo do roku 1849. V té době šlo o lidové divadlo zaměřené převážně na vaudeville. V roce 1913 ukončil divadelní soubor činnost a místo sloužilo jako kino. V roce 1922 divadlo obnovil Charles Dullin pod názvem Théâtre de l'Atelier, odkazujícím na jeho nové experimentální zaměření. Dullin byl představitelem Kartelu čtyř, usilujícího o náročný repertoár, náměstí před divadlem bylo roku 1957 na jeho počest pojmenováno place Charles-Dullin.
Od roku 1940 do své smrti v roce 1973 Théâtre de l'Atelier vedl André Barsacq. Na repertoáru byly hry Jeana Anouilha, Françoise Saganové, Luigiho Pirandella a Friedricha Dürrenmatta, hráli zde Jean-Paul Belmondo, Laurent Terzieff, Brigitte Bardotová nebo Mélanie Thierry. Barsacq také v roce 1952 natočil detektivní film Le Rideau rouge, který se odehrává v tomto divadle.  
Od roku 2019 je ředitelem divadla Marc Lesage.